# أمين (مغني)
أمين (بالفرنسية: Amine)‏ هو مغني ومغن مؤلف فرنسي ومغربي، ولد في 30 يوليو 1982 في الدار البيضاء في المغرب.

## وصلات خارجية
- الموقع الرسمي
- أمين على موقع ميوزك برينز (الإنجليزية)
- أمين على موقع أول ميوزيك (الإنجليزية)
- أمين على موقع ديسكوغز (الإنجليزية)